# 乌鲁阿纳
乌鲁阿纳是巴西戈亚斯州的一个市镇。总面积522.127平方公里，总人口14072人，人口密度27人/平方公里。